# I-351 (tàu ngầm Nhật)
I-351 là một tàu ngầm của Hải quân Đế quốc Nhật Bản, là chiếc duy nhất của lớp tàu ngầm chở dầu I-351 (tàu ngầm kiểu Senho (潜補型潜水艦 Sen-Ho-gata sensuikan)) được Nhật Bản hoàn tất trong giai đoạn cuối Chiến tranh Thế giới thứ hai. Nguyên được thiết kế để hỗ trợ cho hoạt động của thủy phi cơ, nó được cải biến trong khi chế tạo thành tàu chở dầu. I-351 nhập biên chế vào tháng 1, 1945 và chỉ kịp thực hiện hai chuyến vận tải trước khi bị tàu ngầm Hoa Kỳ USS Bluefish đánh chìm trong biển Đông vào ngày 15 tháng 7, 1945.

## Thiết kế và chế tạo

### Thiết kế
Lớp tàu ngầm I-351 được đặt hàng trong khuôn khổ Chương trình Maru 5 năm 1942 nhằm hỗ trợ cho thủy phi cơ của Hải quân Nhật Bản hoạt động tại các khu vực không có căn cứ trên bờ và các tàu tiếp liệu thủy phi cơ không thể hoạt động. Chúng được thiết kế để hỗ trợ cho đến ba thủy phi cơ với nhiên liệu, đạn dược, nước và thậm chí thành viên đội bay thay thế.
Lớp I-351 có chiều dài chung 111 mét (364 ft 2 in), mạn tàu rộng 10,2 mét (33 ft 6 in) và mớn nước 6,1 mét (20 ft 0 in). Chúng có trọng lượng choán nước 3.512 tấn Anh (3.568 t) khi nổi và 4.290 tấn Anh (4.360 t) khi lặn. Chúng có độ sâu lặn tối đa 90 mét (300 ft) và thủy thủ đoàn bao gồm 77 sĩ quan và thủy thủ, cộng với chỗ nghỉ dành cho 13 thành viên đội bay.
Các tàu ngầm này có hai trục chân vịt, dẫn động bởi hai động cơ diesel công suất 1.850 mã lực phanh (1.380 kW) và hai động cơ điện công suất 600 mã lực càng (447 kW). Cấu hình này cho phép lớp I-351 đạt được tốc độ tối đa 15,75 hải lý trên giờ (29,17 km/h; 18,12 mph) khi nổi và 6,3 hải lý trên giờ (11,7 km/h; 7,2 mph) khi lặn. Dự trữ tiếp liệu cho phép chúng có thể hoạt động lên đến 60 ngày. Các con tàu được trang bị bốn ống phóng ngư lôi 21 inch (533 mm) trước mũi và mang theo bốn ngư lôi được nạp sẵn. Để tác chiến trên mặt biển, chúng được thiết kế với một hải pháo 14 xentimét (5,5 in) trên boong tàu, nhưng do không sẵn có vào lúc con tàu được đóng nên được thay bằng ba súng cối Type 3 81 mm (3 in). Các con tàu còn được trang bị bảy pháo phòng không 25 mm Type 96, gồm hai khẩu đội nòng đôi và ba khẩu nòng đơn.
Lớp I-351 thoạt tiên được trang bị để vận chuyển 365 tấn Anh (371 t) xăng máy bay, 11 tấn Anh (11 t) nước sạch, và 60 quả bom 550 pound (250 kg) hoặc 30 bom cùng 15 quả ngư lôi phóng từ máy bay. Bốn quả ngư lôi có thể thay thế bằng số lượng tương đương để nạp vào các ống phóng của chính chiếc tàu ngầm.

### Chế tạo
I-351 được đặt lườn như là chiếc Tàu ngầm số 655 tại Xưởng vũ khí Hải quân Kure ớ Kure, Hiroshima vào ngày 1 tháng 5, 1943. Nó được đổi tên thành I-351 vào ngày 22 tháng 12, 1943 trước khi được hạ thủy vào ngày 24 tháng 2, 1944. Con tàu hoàn tất và nhập biên chế vào ngày 28 tháng 1, 1945, dưới quyền chỉ huy của Thiếu tá Hải quân Okayama Noboro.

## Lịch sử hoạt động
Sau khi nhập biên chế, I-351 được phân về Hải đội Tàu ngầm 11 để hoạt động huấn luyện và chạy thử máy. Từ cuối tháng 1 đến đầu tháng 4, 1945, nó tiến hành huấn luyện trong biển nội địa Seto.  Nguyên được trang bị một radar Type 22 dò tìm mặt biển và một máy dò radar E27 Type 3, nó được bổ sung một radar Type 13 phòng không sau khi hoàn tất thử nghiệm. Đến ngày 4 tháng 4, con tàu được điều động sang Đội tàu ngầm 15 trực thuộc Đệ Lục hạm đội, và tiếp tục hoạt động huấn luyện trong biển nội địa Seto cho đến giữa tháng 4.

### Bị mất
Vào ngày 14 tháng 7, I-351 đang di chuyển trên mặt nước theo hướng Đông Bắc trong biển Đông, ở vị trí về phía Đông Bắc đảo Natuna Besar và phía Tây Bắc Borneo, chạy zig-zag với tốc độ 14 kn (26 km/h), khi bị tàu ngầm Hoa Kỳ USS Blower phát hiện qua radar lúc 23 giờ 56 phút. Sau đó Blower dò thấy sóng radar của I-351 lúc 00 giờ 30 phút ngày 15 tháng 7, nên lặn xuống để chuẩn bị tấn công. Đến 02 giờ 15 phút, Blower phóng hai loạt với tổng cộng bốn quả ngư lôi tại tọa độ 05°36′B 109°37′Đ / 5,6°B 109,617°Đ; hai quả trúng đích nhưng không kích nổ và loạt thứ hai trượt khỏi mục tiêu. I-351 lặn xuống và đi thoát, nhưng Blower đã thông báo qua vô tuyến báo động cho tàu ngầm USS Bluefish gần đó về sự hiện diện của tàu ngầm đối phương. Tin rằng đã thoát khỏi sự truy đuổi, I-351 trở lên mặt nước để tiếp tục hành trình.
Lúc 03 giờ 14 phút, Bluefish phát hiện mục tiêu qua radar ở vị trí 100 nmi (190 km) về phía Đông Bắc đảo Natuna Besar. Đến 04 giờ 11 phút, Bluefish phóng bốn quả ngư lôi Mark 14 tấn công đối phương từ khoảng cách 1.850 yd (1.690 m), và hai quả trúng đích đã khiến I-351 nổ tung, vỡ làm đôi và đắm tại tọa độ 04°30′B 110°00′Đ / 4,5°B 110°Đ. Đến sáng ngày 15 tháng 7, Bluefish vớt được ba người sống sót là trinh sát viên trên cầu tàu của I-351. Các tù binh chiến tranh này xác nhận lai lịch chiếc tàu ngầm, khai nhận một trong hai quả ngư lôi trúng đích đã đánh trúng bồn chứa xăng máy bay, và vụ nổ dữ dội đã hất tung họ xuống nước và bất tỉnh. Ho tỉnh lại và trôi dạt trên mặt biển trong bốn giờ trước khi được Bluefish cứu vớt. Đây là những người duy nhất sống sót trong tổng số 110 người trên tàu, gồm 68 thành viên thủy thủ đoàn và 42 hành khách là phi công.
Đến ngày 31 tháng 7, 1945, Hải quân Nhật Bản công bố I-351 có thể đã bị mất trong biển Đông với tổn thất toàn bộ thủy thủ đoàn. Tên nó được cho rút khỏi đăng bạ hải quân vào ngày 15 tháng 9, 1945.